# Stazione di Formia-Gaeta
Stazione di Formia-Gaeta vasútállomás Olaszországban, Formia településen.

## Vasútvonalak
Az állomást az alábbi vasútvonalak érintik:
- Róma–Formia–Nápoly-vasútvonal
- Sparanise-Gaeta-vasútvonal

## Kapcsolódó állomások
A vasútállomáshoz az alábbi állomások vannak a legközelebb:
- Stazione di Minturno-Scauri (Stazione di Minturno-Scauri, FL7)
- Stazione di Itri (Stazione di Roma Termini, FL7)
- Stazione di Gaeta